# Bitwa pod Bolimowem
Bitwa pod Bolimowem – nierozstrzygnięta bitwa w 1915 r. na froncie wschodnim I wojny światowej pomiędzy wojskami niemieckimi i rosyjskimi, która przeszła do historii ze względu na pierwszą próbę zastosowania przez Niemców broni chemicznej na szeroką skalę w czasie I wojny światowej. Bitwa miała miejsce w pobliżu wsi Bolimów koło Skierniewic.

## Bitwa
Do bitwy tej, uważanej za preludium II bitwy nad jeziorami mazurskimi, doszło 31 stycznia 1915 roku, w momencie gdy niemiecka 9 Armia generała Augusta von Mackensena zaatakowała rosyjską 2 Armię generała Władimira Smirnowa. Rosjanie byli zdeterminowani w zamiarze obrony swoich pozycji, ze względu na ważne ze strategicznego punktu widzenia położenie Bolimowa (nieopodal przebiegała linia kolejowa Łódź–Warszawa). Niemcy zdecydowali się na atak gazowy. Pozycje rosyjskie zostały ostrzelane 18 tysiącami pocisków artyleryjskich o symbolu 12–T, wypełnionymi bromkiem ksylilu (w każdym z pocisków znajdowało się 4 kg bromku ksylilu, łącznie 72 tony). Ze względu jednak na niską temperaturę powietrza (–3 °C) gaz ten nie parował, w związku z czym Rosjanie nie odnotowali nawet jego obecności. W odpowiedzi na niepowodzenie niemieckiego ataku, Rosjanie rzucili do kontrataku 11 dywizji dowodzonych przez generała Wasilija Gurko, jednakże rosyjskie natarcie załamało się pod ogniem niemieckiej artylerii.

## Rezultat
Rosjanie stracili 40 000 zabitych i rannych, straty Niemców wyniosły około 20 000 żołnierzy.